# محمدجواد قناعت
جواد قناعت (زادهٔ ۱۳۴۴ در آمل) سیاستمدار و مدیر ارشد اجرایی ایرانی است که در دولت سیزدهم به‌عنوان استاندار خراسان جنوبی فعّالیت می‌کرد.

## تحصیلات
قناعت، دکترای شیمی آلی، کارشناسی ارشد شیمی تجزیه و کارشناسی شیمی محض است.

## سوابق اجرایی

### کشور
- ۱۳۸۴ تا ۱۳۸۸ معاونت سیاسی و امنیتی استانداری مازندران
- ۱۳۸۸ تا ۱۳۹۲ استاندار گلستان[۳]
- ۱۳۹۸ تا ۳ آذر ۱۴۰۰ معاون امور توسعه مدیریت و منابع بنیاد مستضعفان
- ۳ آذر ۱۴۰۰ تاکنون استاندار خراسان جنوبی[۴][۵]